# 皮埃爾二世 (庫特奈)
皮埃爾二世（法語：Pierre II de Courtenay，約1165年—1219年），法國國王路易六世的孫子，1216年被選為拉丁帝國皇帝。他在前去君士坦丁堡途中被伊庇鲁斯劫持囚禁，配偶约兰达代他統治。2年后他死于狱中，未曾实际统治。

## 家庭
1184年，皮埃爾二世與尼維爾的阿格尼絲結婚，兩人有一個女兒：瑪蒂爾德。
1193年，皮埃爾二世與佛蘭德的約蘭達結婚，兩人共有4子4女：
1. 瑪格麗特（約1194年—1270年）
2. 菲利普（1195年—1226年）
3. 伊莉莎白（約1199年—1269年）
4. 約蘭德（英语：Yolanda of Courtenay）（約1200年—1233年）
5. 羅貝爾（約1201年—1228年）
6. 瑪麗（英语：Maria of Courtenay）（約1204年—1228年）
7. 亨利（1206年—1229年）
8. 鮑德溫（1217年—1273年）